# Station Eleven
Station Eleven è una miniserie televisiva statunitense del 2021 ideata da Patrick Somerville, basata sul romanzo del 2014 Stazione undici di Emily St. John Mandel. Ha debuttato su HBO Max il 16 dicembre 2021.

## Trama
Venti anni dopo che una mortale pandemia di influenza ha dimezzato la popolazione, un gruppo di sopravvissuti cerca di ricostruire le loro vite dopo aver perso tutto.

## Personaggi e interpreti

### Principali
- Kirsten Raymonde, interpretata da Mackenzie Davis, doppiata da Chiara Oliviero.
- Jeevan Chaudhary, interpretato da Himesh Patel, doppiato da Jacopo Venturiero.
- Clark Thompson, interpretato da David Wilmot, doppiato da Ruggero Andreozzi.
- Frank Chaudhary, interpretato da Nabhaan Rizwan, doppiato da Gabriele Vender.
- Tyler Leander, interpretato da Daniel Zovatto, doppiato da Alessandro Capra.
- Alexandra, interpretata da Philippine Velge, doppiata da Lavinia Paladino.
- Sarah, interpretata da Lori Petty, doppiata da Emanuela Damasio.

### Ricorrenti
- Arthur Leander, interpretato da Gael García Bernal, doppiato da Davide Perino.
- Miranda Carroll, interpretata da Danielle Deadwyler, doppiata da Gianna Gesualdo.
- Elizabeth, interpretata da Caitlin FitzGerald, doppiata da Francesca Manicone.
- Sayid, interpretato da Andy McQueen, doppiato da Riccardo Petrozzi.
- Gil, interpretato da David Cross, doppiato da Alberto Bognanni.
- Brian, interpretato da Enrico Colantoni.
- Wendy, interpretata da Deborah Cox, doppiata da Alessandra Cassioli.
- Dieter, interpretato da Joe Pingue, doppiato da Alessandro Quarta.

## Produzione

### Sviluppo
Nel 2015, il produttore Scott Steindorff ha acquisito i diritti TV e cinematografici del romanzo Stazione undici, di Emily St. John Mandel. La miniserie è uscita sulla piattaforma streaming HBO Max il 16 dicembre 2021. In Italia, è stata distribuita su TIMvisiondal 24 giugno 2022.

### Casting
Nell'ottobre del 2019, Mackenzie Davidis, Himesh Patel e David Wilmot sono stati scelti per recitare nella miniserie. Successivamente, si sono uniti al cast anche Gael García Bernal, Danielle Deadwyler, Matilda Lawler, Nabhaan Rizwan e Philippine Velge. Nel 2021, Daniel Zovatto e Lori Petty si sono uniti al cast in ruoli principali, mentre David Cross, Enrico Colantoni e Deborah Cox in ruoli ricorrenti.

### Riprese
Le riprese sono iniziate a Chicago nel gennaio del 2020. A causa della Pandemia di COVID-19, la produzione si è spostata Mississauga, in Ontario.

## Accoglienza
La miniserie è stata lodata dalla critica. Sull'aggregatore di recensioni Rotten Tomatoes registra un indice di gradimento del 98%, con un voto medio di 8,10 su 10 basato su 54recensioni. Su Metacritic ha una valutazione di 81su 100 basato su 27 recensioni.

## Riconoscimenti

### Premio Emmy
- 2022 - Candidatura al miglior attore protagonista in una miniserie o film per Himesh Patel
- 2022 - Candidatura alla miglior regia in una miniserie o film per Hiro Murai (per l'episodio Wheel of Fire)
- 2022 - Candidatura alla miglior sceneggiatura in una miniserie o film per Patrick Somerville (per l'episodio Unbroken Circle)
- 2022- Candidatura alla miglior composizione musicale per una miniserie, film o speciale per Dan Romer (per l'episodio Unbroken Circle)
- 2022 - Candidatura al miglior montaggio video per una miniserie o film single-camera per David Eisenberg, Anna Hauger, Anthony McAfee, Yoni Reiss (per l'episodio Unbroken Circle)
- 2022 - Candidatura alla miglior fotografia per una miniserie o film per Christian Sprenger (per l'episodio Wheel of Fire)
- 2022 - Candidatura al miglior montaggio audio per una miniserie, film o speciale per Bradley North, Tiffany S. Griffith, Chuck Michael, Matt Manselle, Matt Telsey, Lodge Worster, Brian Straub (per l'episodio Wheel of Fire)

### Critics' Choice Super Awards
- 2022 - Miglior serie sci-fi/fantasy
- 2022 - Migliore attrice in una serie sci-fi/fantasy per Mackenzie Davis